# IC 994
IC 994 је спирална галаксија у сазвјежђу Волар која се налази на листи објеката дубоког неба у Индекс каталогу.
Деклинација објекта је + 11° 11' 43" а ректасцензија 14h 18m 22,5s. Привидна величина (магнитуда) објекта IC 994 износи 13,4 а фотографска магнитуда 14,3. IC 994 је још познат и под ознакама UGC 9153, MCG 2-36-64, CGCG 74-161, CGCG 75-2, PGC 51095.